# Eberhard von Hofacker

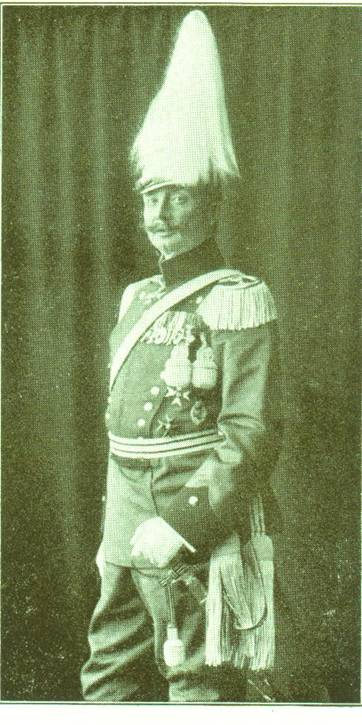
Hofacker en tant que commandant du d'uhlans

Eberhard Alfred Konrad Karl Hofacker, depuis 1908 von Hofacker, (né le 25 juin 1861 à Hemmingen et mort le 19 janvier 1928 à Tübingen) est un lieutenant général wurtembergeois pendant la Première Guerre mondiale.

## Biographie
Hofacker s'engage le 29 septembre 1879 en tant que cadet du drapeau dans le 25e régiment de dragons (de) de l'armée wurtembergeoise à Louisbourg et est promu sous-lieutenant début février 1881. À partir du 28 mars 1886, il est adjudant régimentaire et est nommé à cette fonction Premier lieutenant le 18 décembre 1888. Du 21 juillet 1891 au 11 septembre 1894, il suit les cours de l'Académie de guerre prussienne. Il est ensuite nommé chef d'escadron le 12 septembre 1894, tout en étant promu au grade de Rittmeister. Quatre ans plus tard, Hofacker est muté comme adjudant à la 26e division d'infanterie. De là, il est affecté au grand état-major à Berlin du 16 décembre 1899 au 17 octobre 1901 et est entre-temps promu major le 18 mai 1901. En tant que tel, il occupe ensuite le poste de premier officier d'état-major général, initialement à l'état-major général de la 21e division d'infanterie, puis, à partir du 27 janvier 1903, à la 26e division d'infanterie et, à partir du 27 avril 1904, au 13e corps d'armée. Hofacker est promu lieutenant-colonel le 21 juin 1906 et nommé aide de camp du roi Guillaume II. Il commande en même temps la compagnie des gardes du château de Stuttgart.
C'est en cette qualité que Guillaume II l'a décoré de la croix d'honneur de l'ordre de la Couronne de Wurtemberg le 25 février 1908. Cette distinction s'accompagne de l'anoblissement personnel. Le 25 juin 1909, il a été élevé à la noblesse héréditaire.
Du 18 mai 1908 au 24 juillet 1910, Hofacker commande le 20e régiment d'uhlans (de). Promu entre-temps colonel le 7 septembre 1909, il est ensuite chef de l'état-major général du 18e corps d'armée. Après avoir été promu major général le 27 janvier 1913, il prend le commandement de la 45e brigade de cavalerie à Sarrelouis le 1er octobre de la même année.
Hofacker dirige la brigade au-delà du déclenchement de la Première Guerre mondiale, est relevé le 5 octobre 1914 et reste officier de l'armée jusqu'au 3 février 1915. Il reçoit ensuite le commandement de la 4e division de Landwehr (de)  et, à partir du 14 décembre 1915, celui de la 5e division de cavalerie sur le front de l'Est dans la guerre des tranchées dans les marais du Pripiat. Par la suite, Hofacker commande la 82e division de réserve du 13 août au 19 décembre 1916, puis la 22e division de réserve jusqu'au 5 janvier 1917. Ensuite, le lieutenant-général commande (depuis le 1er novembre 1916) la 26e division d'infnaterie, avec laquelle il participe notamment à la bataille d'Arras et est engagé sur le front italien à partir de la fin août 1917. Après la mort d'Albert von Berrer (de), commandant du "Groupe Berrer" dans la 14e armée, il en prend le commandement. Le groupe s'appelle désormais "Groupe von Hofacker". À partir du 3 novembre 1917, Hofacker est le chef du 51e corps et est à nouveau mis à disposition par l'armée le 23 août 1918 en tant qu'officier.
Après la fin de la guerre, Hofacker est nommé chef adjoint du Département de la guerre de Wurtemberg (de). Sa retraite du service actif a finalement lieu le 8 mai 1919.

## Famille
Eberhard von Hofacker est marié à Albertine, née comtesse d'Üxküll-Gyllenband. Leur fils commun est Caesar von Hofacker, impliqué dans l'a tentative d'assassinat du 20 juillet 1944.

## Honneurs
Hofacker est sénateur honoraire de l'Université de Tübingen et reçoit les distinctions suivantes au cours de sa carrière militaire :
- Ordre de l'Aigle rouge de 2e classe[2]
- Ordre de la Couronne de 2e classe[2]
- Croix de chevalier de 1re classe de l'ordre d'Albert l'Ours[2]
- Commandeur de Ire classe de l'ordre de Philippe le Magnanime [2]
- Croix d'Honneur de 2e classe de l'ordre de la Maison de Lippe[2]
- Croix d'honneur de l'ordre du Griffon[2]
- Croix du Mérite de Weldeck de 2e classe[2]
- Prix du service de Wurtemberg de 1re classe [2]
- Croix d'officier de l'ordre des Saints-Maurice-et-Lazare[2]
- Croix de fer (1914) de 2e et 1re classe
- Croix de chevalier de l'ordre du Mérite militaire de Wurtemberg le 1er novembre 1914[3]
- Ordre du Mérite militaire bavarois de 2e classe avec épées sur 7 novembre 1915[4]
- Étoile du Commandeur de l'ordre de la Couronne de Wurtemberg avec épées le 3 mai 1917[5]
- Grand-Croix de l'Ordre de Frédéric avec couronne et épées le 16 novembre 1917[6]
- Ordre de la Couronne de fer de 1re classe le 20 décembre 1917[7]
- Pour le Mérite avec feuilles de chêne
  - Pour le Mérite le 26 avril 1917
  - Feuilles de chêne le 24 novembre 1917